# Ulf Göranson
Lars Göran Ulf Göranson, född 9 september 1947 i Tranås, död 20 juli 2025 var en svensk jurist och biblioteksman. Han var överbibliotekarie på Uppsala universitetsbibliotek 1996–2012. Göransson blev Jur.dr. 1985, hovrättsfiskal, och var före utnämnandet till överbibliotekarie universitetslektor i civilrätt och från 1991 professor i jämförande och internationell civilrätt.